# قطعنامه ۴۳۱ شورای امنیت
قطعنامه ۴۳۱ شورای امنیت سازمان ملل متحد که در تاریخ ۱۶ ژوئن ۱۹۷۸ تصویب شد، سندی بین‌المللی دربارهٔ قبرس است. این قطعنامه طی نشست ۲٬۰۸۰ام با ۱۴ موافق، ۰ مخالف و ۰ ممتنع تصویب شد.